# 栗山祐哉
栗山 祐哉（くりやま ゆうや、1983年5月7日 - ）は、日本の元男性タレント。現在は実業家。本名同じ。
東京都出身。

## 略歴
- 1986年 - オスカープロモーションに所属し、芸能界デビュー。後に東京児童劇団に移籍。
- 1993年 - NHK教育『天才てれびくん』にてれび戦士として4年間出演。
- 2002年3月 - 高校卒業後、芸能界を引退。
- 2015年4月 - 登山教室 Kuri Adventures (クリアドベンチャース)を創業。
- 2023年4月 - 山岳団体 SMPO 日本安全登山推進機構 設立。

## 出演

### CM
- コカ・コーラ
- 日立
- 東京ディズニーランド
- ヤマザキ
- 湖池屋
- ブルーチップ
- ケンタッキーフライドチキン
- 日本潤滑油協会（1996年、企業VP）
- 他多数

### バラエティ
- 天才てれびくん（1993年 - 1997年、NHK教育）てれび戦士
- あっぱれさんま大先生（フジテレビ）
- 金曜テレビの星!（TBS）
- 他多数

### テレビドラマ
- 三姉妹探偵団（1998年、日本テレビ）
- 世にも奇妙な物語（フジテレビ）
- 他多数

### 映画
- 天使のウィンク 日光猿軍団（1995年）茂 役

### 書籍
- はじめてのテント山行　メイツ出版（2019年）
- 疲れない山歩きの技術　メイツ出版（2022年）
- 新しい登山の教科書　池田書店（2022年）